# Sint-Martinuskerk (Oekene)

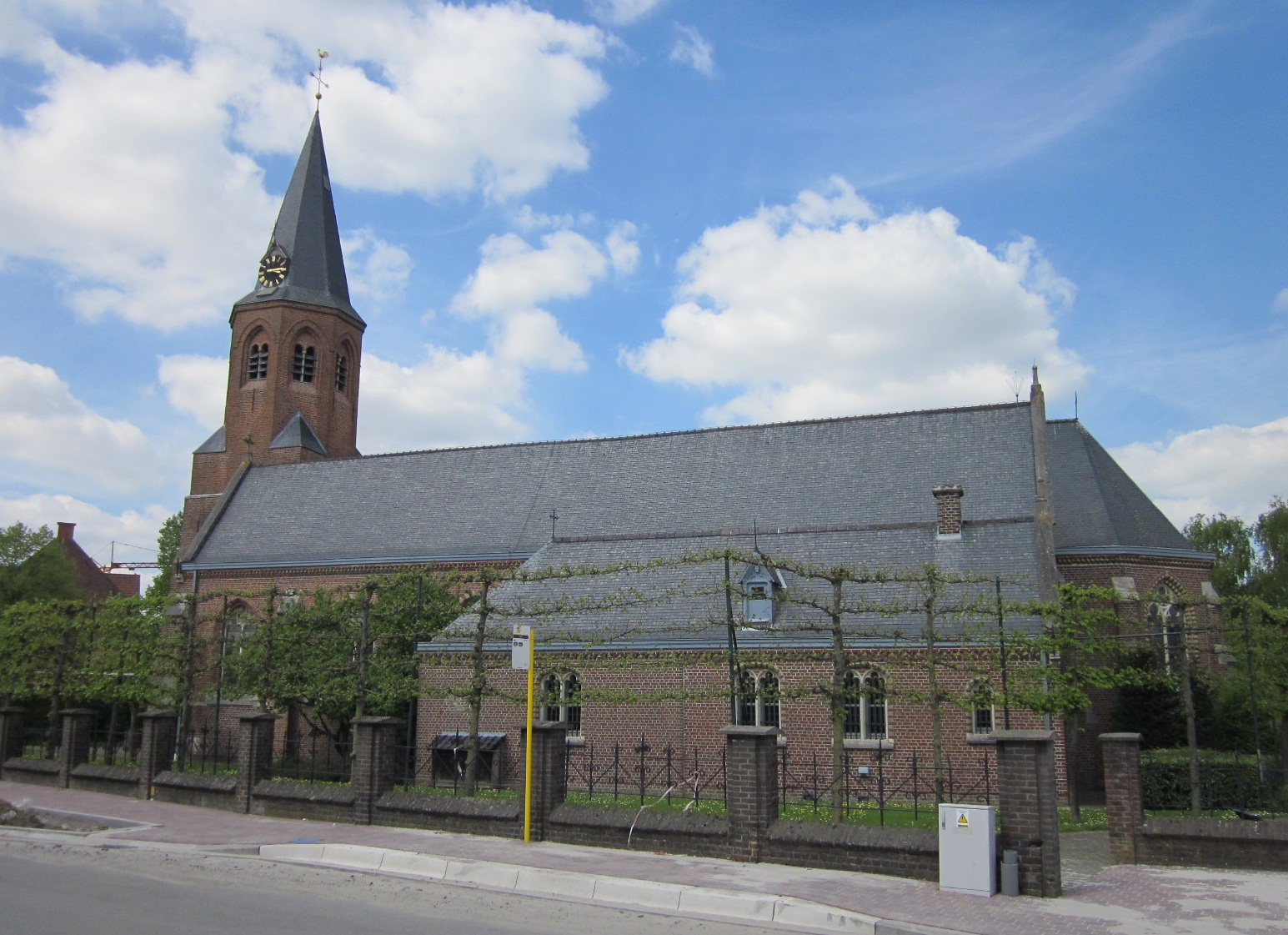
Sint-Martinuskerk

De Sint-Martinuskerk is de parochiekerk van de tot de West-Vlaamse gemeente Roeselare behorende plaats Oekene, gelegen aan de Plaats.

## Geschiedenis
In 1116 werd Oekene een zelfstandige parochie die zich afsplitste van die van Rumbeke. De huidige kerk is 17e-eeuws met een 15e-eeuwse westtoren. Van 1895-1896 werd de kerk uitgebreid in oostelijke richting en er werd daarbij ook een nieuwe apsis gebouwd. Architect was Jules Soete.
Tijdens de Eerste Wereldoorlog werd de kerk door de Duitsers als veldhospitaal gebruikt. In 1921 werd een vredesboom en een oorlogsgedenkteken bij de kerk geplaatst.
In 1940 werd de kerk getroffen door een bom en zwaar beschadigd en later hersteld.
In 1974 werd het kerkhof gesloten om in 1978 verwijderd te worden.

## Gebouw
Het betreft een driebeukige bakstenen hallenkerk in laatgotische stijl. De westtoren heeft een vierkante basis en een achtkante klokkenverdieping. Het hoofdkoor is vijfzijdig gesloten, de zijkoren zijn vlak gesloten. Op de muren vindt men metselaarstekens. In de zuidgevel zijn een aantal 18e-eeuwse grafstenen ingemetseld en er is een muuranker met jaartal 1751.

## Interieur
In de kerk vindt men een 18e-eeuws gepolychromeerd beeld van Onze-Lieve-Vrouw met scapulier. De preekstoel is van 1652. Er is een 18e-eeuwse biechtstoel met afbeelding van Carolus Borromeus. Verder zijn er meerdere 19e-eeuwse objecten, waaronder het hoofdaltaar.
Het orgel werd gebouwd door Pieter en Lambert-Benoît Van Peteghem van 1779-1781. Later werd het diverse malen gewijzigd en gerestaureerd.